# Paweł Kowalczyk (polityk)
Paweł Kowalczyk (ur. 30 października 1938 w Aleksandrynowie) – polski nauczyciel i polityk, poseł na Sejm I kadencji.

## Życiorys
Ukończył studia na Wydziale Filologicznym Uniwersytetu Wrocławskiego w 1962, uzyskując tytuł zawodowy magistra filologii polskiej. Pracował jako nauczyciel w szkole średniej.
W 1991 uzyskał mandat posła na Sejm I kadencji. Został wybrany w okręgu szczecińskim z listy NSZZ „Solidarność”. Zasiadał w Komisji Kultury i Środków Przekazu oraz Komisji Rolnictwa i Gospodarki Żywnościowej. W 1993 bez powodzenia ubiegał się o reelekcję.
W latach 1998–2002 zasiadał w sejmiku zachodniopomorskim I kadencji. Należał do Akcji Wyborczej Solidarność i Ruchu Społecznego AWS.
Został członkiem Zachodniopomorskiego Społecznego Komitetu Poparcia Jarosława Kaczyńskiego w przedterminowych wyborach prezydenckich w 2010.